# Вахдат (Раштский район)
Вахда́т (тадж. Ваҳдат; бывший Даха́ни Гуму́ш; тадж. Даҳани Ғумуш) — село (тадж. деҳа) в Раштском районе Таджикистана. Является центром сельской общины (джамоата дехота) Оби-Мехнат. Расстояние от села до центра района (пгт Гарм) — 25 км. Население — 327 человек (2017 г.), таджики. Население в основном занято сельским хозяйством (животноводство и растениводство). Земли орошаются главным образом водами горных источников.

## История
Образовано в 1930 году. В 1949-50х гг население было переселено в Яванский, Шахритусский, Турсунзадевский, Кубодиёнский районы, но в 70-80-е годы часть жителей вернулась и работали в совхозе Дахана. Сейчас в Вахдате 11 единоличных хозяйств.